# Hans Koch (Unternehmer)
Hans Koch (* 21. April 1897; † 9. Februar 1995 in Meinerzhagen im Sauerland) war ein deutscher Erfinder, Unternehmer sowie Mitgründer einer anarchistisch-kommunistischen Kommune. 1948 gründete er in Pinneberg die Firma Hans Koch & Sohn (heute Hako GmbH in Bad Oldesloe).

## Leben
Hans Koch, Sohn eines Juristen, schloss sich als Jugendlicher der Wandervogel-Bewegung an. Sein Freund Peter Kollwitz, Sohn von Käthe Kollwitz, wurde im Ersten Weltkrieg gleich im ersten Jahr 1914 neben ihm erschossen. Koch selbst wurde 1916 nach seiner zweiten Verwundung aus der Armee entlassen. Aufgrund dieser Erfahrungen wurde Koch Pazifist und Sozialist.
Noch während des Krieges ging er nach Berlin, wo er mit Freunden in einer alternativen Wohngemeinschaft lebte, die von ihnen als „Kommune-Anarchisten“ bezeichnet wurde. Diese alternative Wohngemeinschaft lehnte die zentralistischen Ordnungen ebenso ab wie die bürgerliche Gesellschaft mit ihren Zwängen sowie die Parteien.
Als rebellisch-aufsässige Gruppe geriet die Berliner Wohngemeinschaft bald ins Visier der Geheimpolizei. Hans Koch und seine Freunde flohen daraufhin nach Bayern. In Blankenburg (südlich von Donauwörth) stand eine in Konkurs gegangene Missionsprokuratur zum Verkauf. In Süddeutschland lernte er auch die Schriftstellerin, Mäzenin und Salonnière Hertha Koenig kennen. Die aus Norddeutschland stammende Schriftstellerin lebte rund 10 Jahre auf dem Einödhof Aich im oberbayerischen Prutting.
Hans Koch war schon damals eine charismatische Persönlichkeit mit großer Überzeugungskraft. Obwohl Hertha König und der Schriftsteller Georg Kaiser aus dem literarischen Salon ihn kaum kannten, überredete er beide, den Kommunarden die beträchtliche Kaufsumme für das Anwesen in Blankenburg zu geben, um dort – als einen großartigen gesellschaftlichen Entwurf – eine Landkommune zu gründen.
In dieser Landkommune waren rund 20 junge Menschen tätig, neben Koch unter anderem Friedrich Bauermeister, Alfred Kurella und Georg Platzer. Die Landkommune in Blankenburg geriet allerdings schnell unter Beobachtung der örtlichen Behörden. Nach der Niederschlagung der Münchner Räterepublik im Mai 1919 unterstellten die Behörden der Kommune, den Räterepublikführer und Münchner KPD-Mitglied Max Levien versteckt zu haben. Für wenige Tage mussten die Kommunarden in Untersuchungshaft. Vor Gericht verteidigte sich Hans Koch so eindrucksvoll, dass der Staatsanwalt ihn anschließend fragte, ob seine Tochter nicht auch nach Blankenburg kommen könne. Der Prozess endete mit 1½ Jahren auf Bewährung, Abschiebungen etc. Die Strafen waren relativ glimpflich, nicht zuletzt wegen eines prominenten Entlastungszeugen aus Kochs Verwandtschaft und seiner guten Verteidigungsrede.
1920 war die Kommune in Blankenburg am Ende; Koch hatte sie allerdings schon vorher verlassen. Er ging zurück nach Berlin und versuchte dort eine Schokoladenfabrik und ein kommunales Kino zu gründen, beides kam nicht zustande. Daraufhin schloss er sich der landwirtschaftlichen Kommune in Harxbüttel (heute Stadtteil von Braunschweig) an. In Harxbüttel hatte der Sozialist Hans Löhr (Pädagoge) Anfang der 20er Jahre auf dem elterlichen Anwesen (Flurstück „Horstkamp“) eine Landkommune gegründet. Dort pflanzte er mit anderen Kommunarden vor allem Spargel, der dann in einer eigenen Konservenfabrik verarbeitet wurde.

## Gründung von Hako

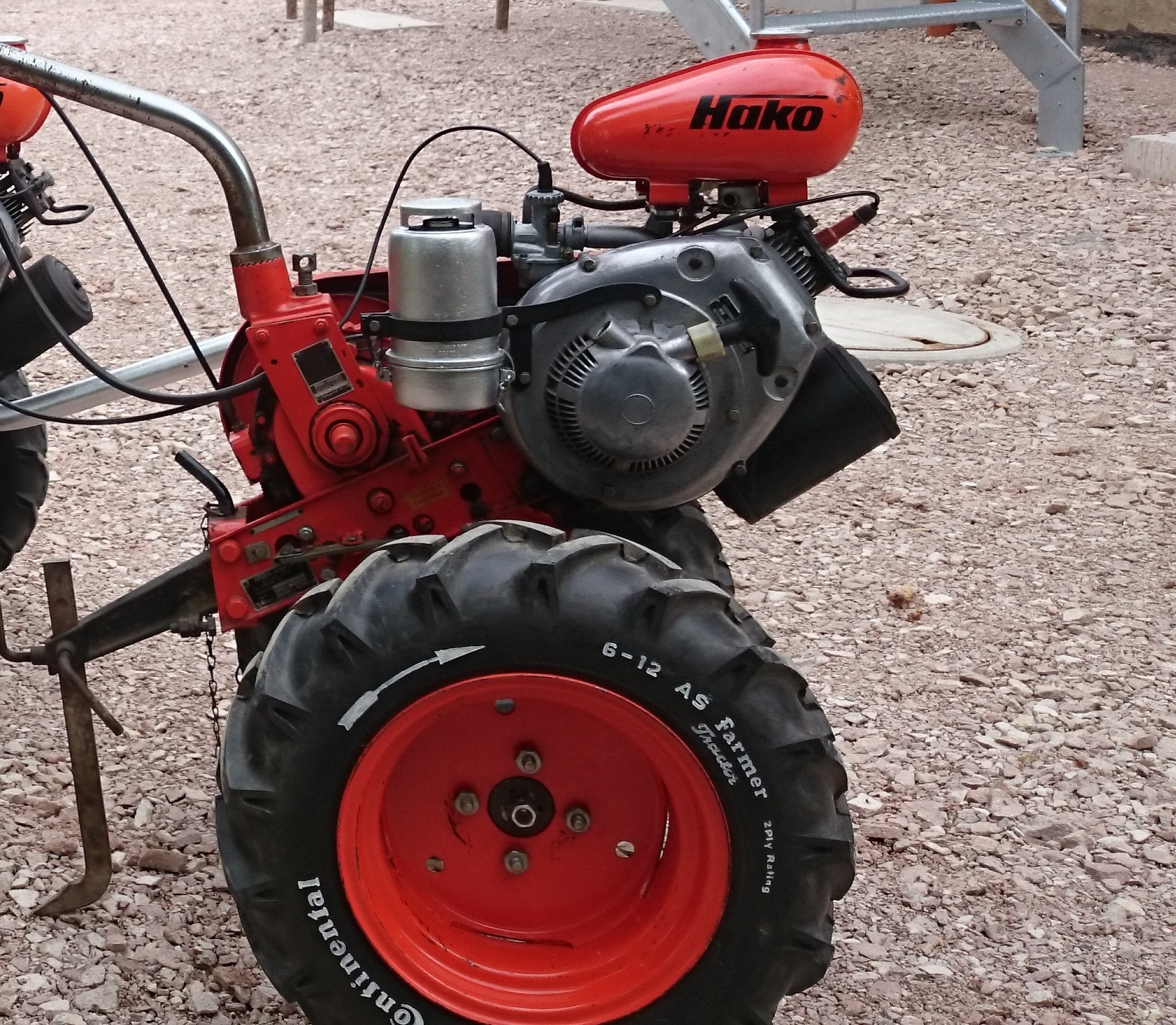
HAKOrette 5004

In der Harxbütteler Gemeinschaft hat Hans Koch dann die praktische Seite der eher idealistischen Landkommunen-Bewegung umgesetzt, indem er daran ging, die anstrengende Bodenbearbeitung zu mechanisieren. Nicht zuletzt aufgrund seiner Kriegsverletzung wollte Koch die harte Feldarbeit durch Einsatz von Maschinen erheblich erleichtern. Bereits von Blankenburg aus besuchte er daher den Erfinder Konrad Viktor von Meyenburg, den Sohn von Victor von Meyenburg in der Schweiz, der 1919 eine Bodenfräse entwickelt hatte.
In Harxbüttel entwickelte er schließlich seine erste Motorhacke, für die er am 6. August 1924 sein erstes Patent erhielt. Das Funktionsprinzip lässt sich noch heute an vielen Geräten für Landwirtschaft und Gärtnereien nachvollziehen: Ein Motor mit Schneckengetriebe, welches auf dem Rücken getragen wird, treibt über eine flexible Welle die Hackmesser an, die den Boden auflockern und das Unkraut ausreißen. Für die Finanzierung der Entwicklung hatte er den Reichsgeschäftsführer der bäuerlichen Kleinverbände gewinnen können, den späteren Bundespräsidenten Heinrich Lübke. Ein Berliner Unternehmen übernahm den Bau und Vertrieb der Hacke. Die erste Motorheckenschere mit verschiedenem anzuschließenden Zubehör wurde ebenfalls in Harxbüttel entwickelt. Die Erfindung der ersten Motorheckenschere konnte er wiederum am 23. Juni 1925 erfolgreich zum Patent anmelden.
Von 1926 bis 1930 war Hans Koch Prokurist eines Unternehmens in Hagen, welches Bodenfräsen herstellte. 1930 machte er sich dann selbstständig und gründete die Firma DiMoHa, „Die motorisierte Hand“. Die Kleinmotorhacke wurde von einer Berliner Firma in Lizenz gefertigt. Auf einem Hof in Mecklenburg arbeitete er an deren Weiterentwicklung. 1940 stellte er eine neue Motorhacke zur Patentierung vor.
Kurz vor Kriegsende flüchtete Hans Koch vor den vorrückenden sowjetischen Truppen nach Pinneberg. 1948 gründete er dort die Maschinenbaufirma Hans Koch & Sohn, Abkürzung: Hako, die späteren Hako-Werke. Am Heiligabend 1948 wurde das neue Unternehmen ins Handelsregister eingetragen. 1954 erfolgte dann der Umzug nach Bad Oldesloe, wo das international tätige Unternehmen noch heute seinen Firmensitz hat. Mit der Hakorette, einer einachsigen Motorhacke, begann 1956 der Aufstieg des Unternehmens. Sowohl die DiMoHa als auch die Hakorette stehen im Deutschen Museum in München – als besondere technische Leistung.
Kurz nach dem Krieg lernte er den jungen Tyll Necker, den späteren BDI-Präsidenten, kennen. Necker und Kochs Tochter Karin gingen beide auf die Odenwaldschule in Heppenheim. Nachdem Tyll Necker 1955 die Tochter von Hans Koch geheiratet hatte und 1960 Mitgesellschafter der Hako-Werke geworden war, zog sich Hans Koch immer mehr aus dem Unternehmen zurück, bis er 1966 endgültig aus der Firma ausschied. 1995 starb er in Meinerzhagen (Sauerland).

## Meilensteine als Unternehmer

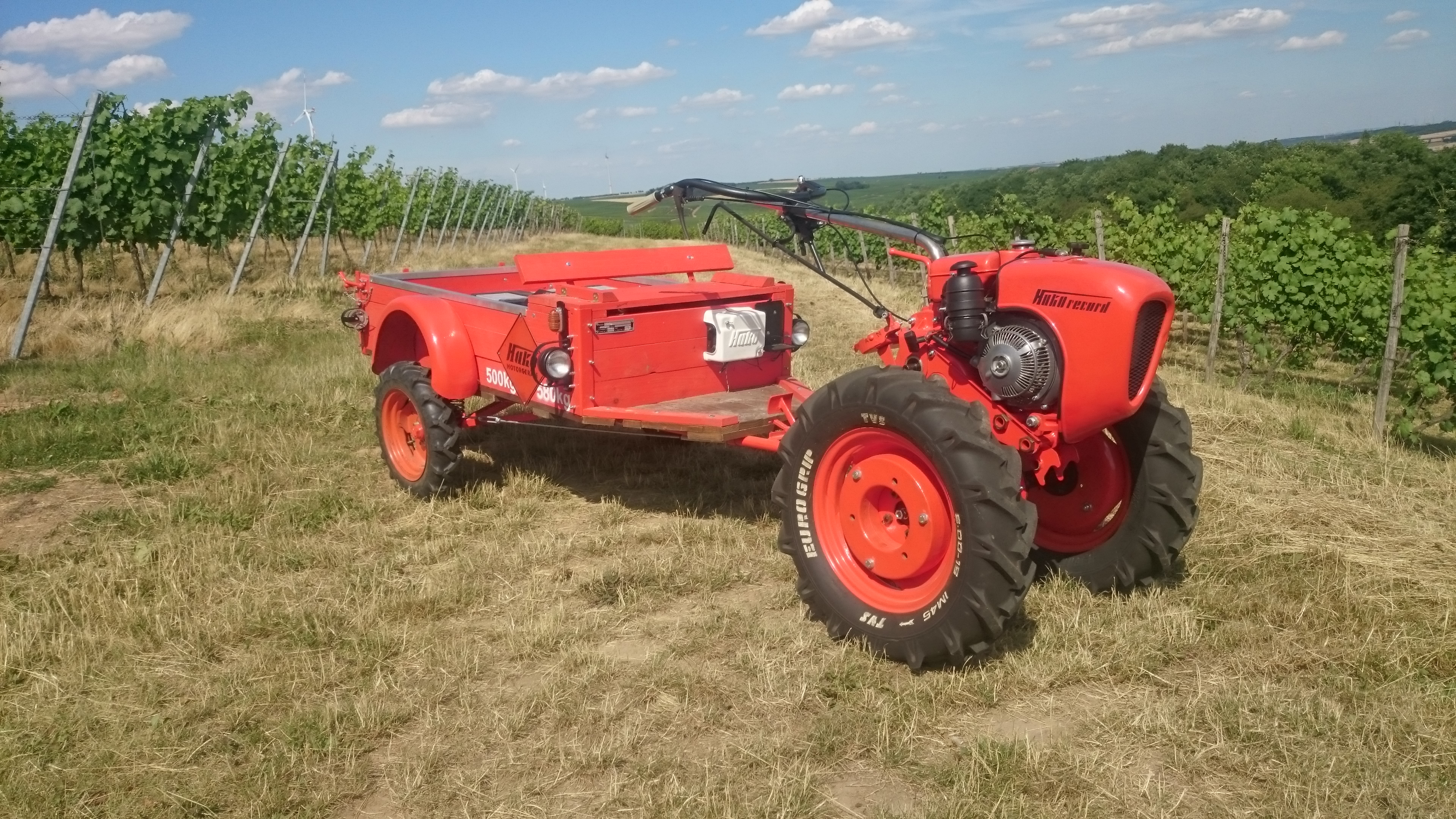
HAKOrecord

Mit der Entwicklung der „Hakorette“ sowie dem „Hakorecord“ konnte Hans Koch Mitte und Ende der 1950er Jahre die Grundsteine für sein später großes Unternehmen, die Hako GmbH in Bad Oldesloe legen.
Einen der ersten umfassenden Einachsschlepper entwickelte Hans Koch bereits 1956. Die „Hakorette“ bestand aus einer Achse mit großen Rädern mit Ackerreifen, Motor, Getriebe, Kupplung und Lenkung. Sie erhielt als erster Einachsschlepper 1959 die höchste DLG-Auszeichnung. Ab 1956 wurde sie für 765.-DM vertrieben.
Mit dem „Hakorecord“, einem Einachsschlepper, stieß Hans Koch Anfang der 1960er Jahre in die Mittelklasse der Ackerbearbeitungsfahrzeuge vor. Ähnlich grundausgestattet wie die „Hakorette“ verfügte der „Hakorecord“ allerdings über drei Gänge (Ackergang, Schnellgang bis 18 km/h, Rückwärtsgang sowie einen Leerlauf). Da er mit einem Preis ab 1695,- DM wesentlich teurer war als die ähnlich gebaute „Hakorette“, lagen seine Stückzahlen gegenüber denen der Hakorette zurück. Zum Vergleich: Ein Auto vom Typ VW Käfer war damals ab 3.950 DM erhältlich. Sowohl die „Hakorette“ als auch der „Hakorecord“ sind bis heute bei Sammlern sehr beliebt und werden teils umfangreich restauriert.

## Anekdote
Hans Koch schrieb 1972 in einem Brief: „Alle Jahre geschäftlichen Erfolgslebens kann und werde ich vergessen – Blankenburg nie.“